# Psammis borealis
Psammis borealis är en kräftdjursart som beskrevs av Walter Klie 1939. Psammis borealis ingår i släktet Psammis och familjen Pseudotachidiidae. Inga underarter finns listade i Catalogue of Life.